# Simon Fairweather

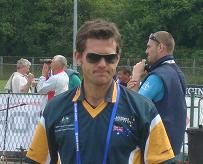
Fairweather in 2009

Simon John Fairweather (Adelaide, 9 oktober 1969) is een Australische boogschutter.
Fairweather deed individueel en in teamverband vijf keer mee aan de Olympische Spelen. Op zijn eerste Spelen in Seoel (1988) behaalde hij de zestiende plaats. 
In de aanloop naar de Spelen in Barcelona (1992) won hij goud op het Wereldkampioenschap in Polen (1991), met zijn team behaalde hij de bronzen medaille. Hij werd uitgeroepen tot 'Young Australian of the Year' in 1991. Op de Spelen bereikte hij echter een teleurstellende vijfentwintigste plaats. 
Fairweather deed opnieuw een poging op de Spelen in Atlanta (1996), waar hij tweeënvijftigste werd, al behaalde hij met het team een vierde plaats. Fairweather dacht er serieus over na om te stoppen met de boogsport, maar kwam in contact met coach Ki Sik Lee, die hem overhaalde om door te gaan. 
Op de Olympische Spelen in Sydney (2000) won Fairweather alle voorrondes. In de halve finale won hij met 112-110 van de Nederlander Wietse van Alten. In de finale versloeg hij de Amerikaan Vic Wunderle en behaalde daarmee de gouden medaille. Op zijn vijfde Spelen in 2004 in Athene werd Fairweather al in de eerste eliminatieronde uitgeschakeld. Hij belandde uiteindelijk op de tweeënvijftigste plaats. Met zijn team greep hij, op de vierde plaats, net naast een medaille.
In 1997 behaalde Fairweather een graad in het ontwerpen van sieraden aan de Universiteit van Zuid-Australië. Hij werkt nu als edelsmid.
Fairweather is getrouwd met Jackie Gallagher, voormalig wereldkampioen triatlon.